# San Roque (Cadice)
San Roque è un comune spagnolo di 28.653 abitanti situato nella comunità autonoma dell'Andalusia. Il territorio comunale occupa un'area di 145 km² sul golfo di Gibilterra.

## Storia
La sua fondazione risale agli inizi del XVIII secolo, anche se a 5 km della città sono visibili i resti di Carteia città fenicia del VII secolo a.C., divenuta poi una Colonia libertinorum romana, la più antica colonia romana fuori del territorio italiano. Carteia fu in seguito occupata dagli Arabi e dai Visigoti e poi fu abbandonata. Nel 1704, durante la guerra di successione spagnola, la flotta anglo-olandese conquistò Gibilterra, che rimase in possesso degl'inglesi com'è tuttora. Circa 5.000 spagnoli, non sopportando il governo britannico sulla città, decisero di abbandonarla, rifugiandosi altrove in località dello stretto ed il gruppo più numeroso si stabilì in una zona dove esisteva una cappella intitolata a San Rocco risalente al 1508, poco distante da Gibilterra che diede il nome all'insediamento e la fondazione ufficiale avvenne due anni dopo nel 1706.
I fuggiaschi portarono con sé tutto ciò che potevano, comprese le reliquie della loro appartenenza a Gibilterra come il decreto reale col quale si concedevano gli statuti, i titoli e le insegne araldiche al comune di Gibilterra, il gonfalone della città (Pendon de Gibraltar) del 1502, che secondo la tradizione sarebbe stato ricamato personalmente dalla regina Giovanna di Castiglia (Giovanna la pazza). Molto materiale della Gibilterra spagnola è stato poi portato a San Roque: gli archivi ecclesiastici dal 1556 al 1704, quelli comunali dal 1052 al 1704; la chiesa di Santa Maria Encoronada ha diverse sculture e quadri dei secoli XVI-XVII portati qui da Gibilterra.
Grazie alla sua particolare posizione San Roque crebbe nei secoli XIX e XX come località di soggiorno estivo e turistico; nel periodo della seconda guerra mondiale dal 1939 al 1945 posero qui le basi i servizi segreti di entrambe le coalizioni in guerra, in particolare quelli italiani e tedeschi, favoriti dal regime totalitario franchista.

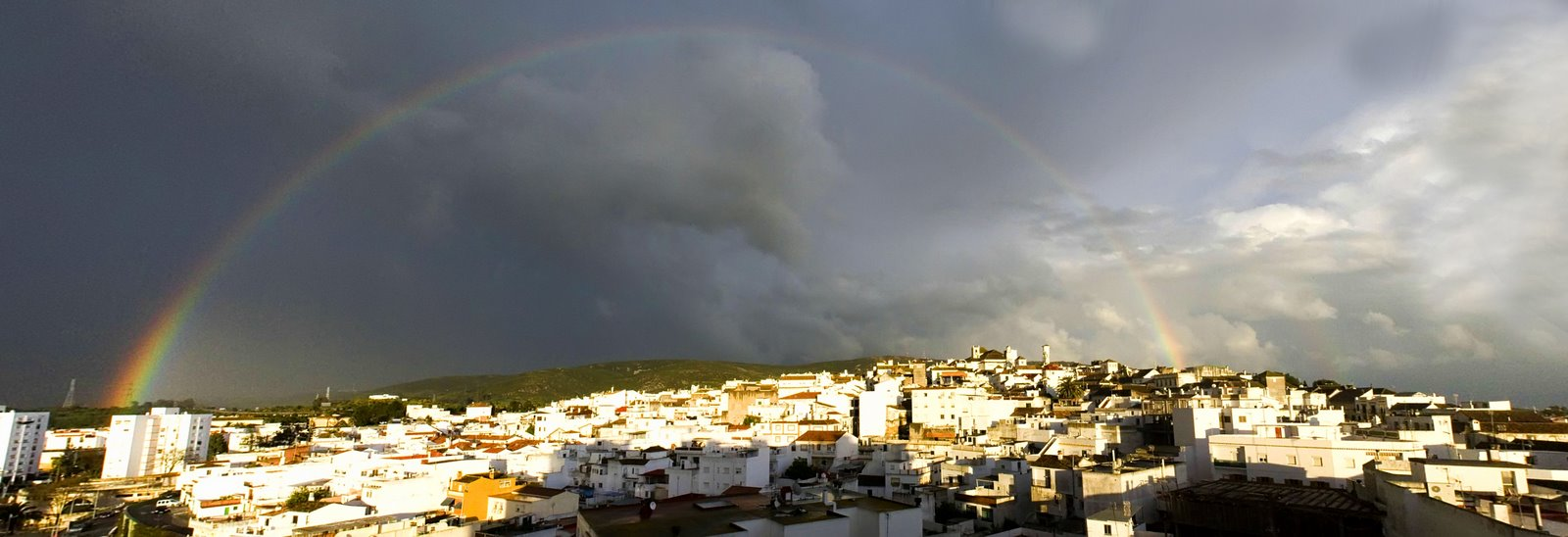
Arcobaleno su San Roque

## Attrattive turistiche
Particolare cura si ha per il turismo, con la vicina Algeciras (a 12 km). Numerosi sono gli alberghi e ristoranti e, soprattutto a San Roque, le attrezzature per sport in particolare i 5 campi da golf e il campo di polo. 

### Monumenti e luoghi caratteristici
I monumenti più apprezzabili sono: 
- la chiesa di Santa Maria Encoronada del 1735,
- il Palacio de los Gobernadores del sec. XVIII,
- la  Plaza de toros del 1853 la più antica fra quelle ancora in funzione nella provincia di Cadice e tra le più antiche dell'Andalusia,
- le pittoresche case nobiliari della via di San Felipe e di altre vie del centro con patios tipici
- l'emblematica Plaza de Armas del 1720,
- il Museo Carteia, con materiale archeologico proveniente dalla zona di Carteia,
- il Museo Luis Ortega Brù di pittura e scultura,
- il Museo Taurino,
- il Museo Historico del Campo de Gibraltar, dedicato alla storia del territorio dello stretto di Gibilterra.

### Parchi
Numerosi sono i parchi e le zone verdi a disposizione di cittadini e turisti: 
- Yacimiento Arqueologico de Carteia, a 5 km dal centro, con resti romani, fenici e arabi e necropoli visigota.
- Pinar del Rey, parco suburbano risalente al 1800 quando la marina militare spagnola rimboscò la zona per ottenere il legno che serviva per la costruzione delle navi da guerra,
- la Finca de uso publico, un grande podere comunale,
- l''Estuario del rio Guardiaro e la Laguna de Torreguadiano,
- la Sierra del Arca

### Manifestazioni religiose caratteristiche
Le feste, come in tutte le città spagnole e, in particolare, in Andalusia sono diverse, alcune riguardano solo un quartiere altre interessano tutta la città e i turisti, fra queste le processioni della Settimana Santa,  mistiche e folcloristiche nello stesso tempo, cui partecipano 14 confraternite. Queste processioni sono dichiarate di interesse turistico nazionale dell'Andalusia, (la più spettacolare è la Procession Magna del venerdì santo). C'è poi la Feira real che si tiene in agosto.